# Юдин, Евгений Павлович
Евгений Павлович Юдин — советский хозяйственный, государственный и политический деятель.

## Биография
Родился в 1932 году в деревне Каменка. Член КПСС.
До 1967 — инженер-конструктор, начальник бюро, секретарь парткома ОКБ ПО «Россия».
В 1967—1973 — второй, первый секретарь Калининского райкома КПСС города Ленинграда.
В 1973—1975 — первый секретарь Красногвардейского райкома КПСС города Ленинграда.
В 1975—1991 — заместитель председателя, председатель Ленинградского городского комитета народного контроля.
В 1992—1995 — начальник отдела оргметодработы Государственной налоговой инспекции по Санкт-Петербургу
Депутат Ленсовета (1990—1993). Делегат XXIV съезда КПСС.
Жил в Санкт-Петербурге.

## Награды
- Орден Октябрьской Революции (10.03.1981)
- Орден Трудового Красного Знамени
- Орден Трудового Красного Знамени

## Сочинения
- Юдин, Евгений Павлович. И минул век… [Текст] : краткие размышления к 100-летию Великой Октябрьской революции / Евгений Юдин. — Санкт-Петербург : Изд-во А. Сазанова, 2018. — 23, [1] с. : портр.; 21 см.